# 骆家辉
骆家辉（英語：Gary Faye Locke，1950年1月21日—），出生于美國华盛顿州西雅图市，美国华人政治家、執業律師，1997年至2005年间擔任华盛顿州州长，為全美首位華裔州长。
2009年3月至2011年7月為第36任聯邦商務部長。2011年3月9日，總統巴拉克·歐巴馬正式提名駱家輝接替洪博培出任美國駐華大使，同年7月27日聯邦参议院一致通过此一任命，駱家輝因此成为第10任美國駐華大使及史上首位擔任美國駐華大使的華裔人士。北京时间2013年11月20日上午，骆家辉发表声明，宣布将在2014年年初辞去美利坚合众国驻中华人民共和国特命全权大使一职，并于2014年2月正式卸任，美国资深参议员马克斯·博卡斯继任为新一任驻华大使。

## 生平
骆家辉是来自中國廣東台山市水步镇吉龙村移民家庭的第三代。骆家辉的祖父早年从中国来到美国时不会说英语，他找到了一份帮人料理家务的工作，以换取学英语的机会。这家人住的地方离骆家辉當選州長後的官邸只有1英里（相当于1.6公里）远。
骆家辉在家中五名孩子中排行第二，父亲是参加过第二次世界大战的美國退伍军人骆荣硕（James Locke），母亲Julie Locke则来自香港，也因此駱至今能操簡略粵語台山話及標準粵語。骆家辉曾在父母开的杂货店里帮工，靠打零工的积蓄和各种奖学金到耶鲁大学深造。1972年毕业于耶鲁大学获得政治学学士学位，爾后在1975年在波士顿大学取得法学学位。

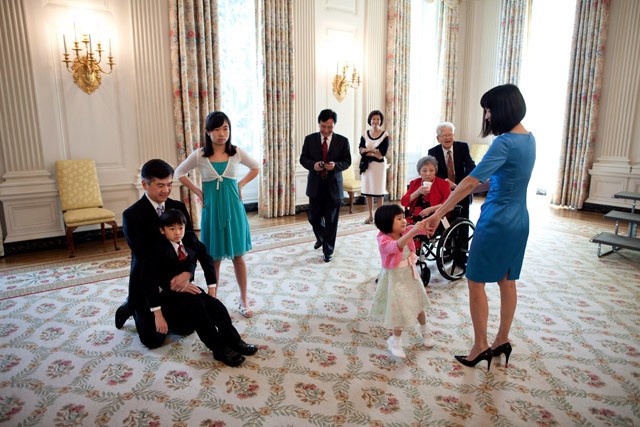
2009年5月1日，駱家輝一家在白宫等候总统的到来。

骆家辉曾有過一段短暫的婚姻，因個性不和協議離婚。駱於1994年10月15日與李蒙共結連理。两人与2015年离婚。在美国加州大学伯克利分校就学期间李曾獲選為1986年「全美亞裔小姐」，此后又获得西北大学大众传播专业硕士学位。李毕业后就职于西雅圖KING 5電視台，兼任记者与主持人。李蒙的父亲是李振亚，李振亚的父亲是李定国（国民政府财务部常务次长李调生之次子），母亲是蓝妮，蓝妮与李定国离婚后抛弃了李振亚等子女，成为孙中山独子孙科的情妇，并与孙科生下一个私生女孙穗芬。以此关系，骆家辉曾被不实宣传为“孙中山的曾孙女婿”，实际其前妻李蒙与孙中山毫无关系。 李蒙的雙親均自臺灣移民赴美。
与前妻李蒙育有两女一子：大女儿埃米利（Emily Nicole，1997年3月生），儿子迪伦（Dylan James，1999年3月生），以及小女儿马迪林（Madeline Lee，2004年11月生）。

## 政治生涯
1982年，骆家辉在其擔任配给局主席的南西雅图选区获选成为华盛顿州众议院议员，任期为1983年1月10日至1994年1月3日。11年後的1993年，骆击败了竞选对手蒂姆·希尔，成为了華盛頓州金县的第一位以及目前唯一一位華裔郡长，任期为1994年1月至1997年1月15日。

### 华盛顿州州长
1996年，骆家辉在华盛顿州州长选举勝出，成为了美國历史上第一位華裔州长。随後他又在2000年的第二次州长选举中轻松连任。
駱家辉被視為溫和派民主黨人，擔任州長期間長期和共和黨合作。不少民主黨人士曾經批評他接受共和黨控制的州參議院所提出的保守財政政策，包括「不開徵新稅種」和「減少州府開支」等。此外，駱家輝亦被認為是民主黨內較「親商」的代表人物。另一方面，他在削減公共經營開支的計劃書中則有多項建議，其中包括：解僱數千個州政府公務員、削減州立醫療保障範圍、凍結絕大多數州政府公務員的薪酬待遇，以及減少療養院和殘疾人士發展計劃的數目。

### 商务部部长

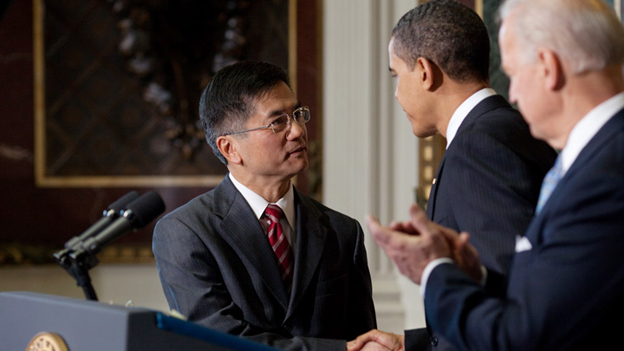
2009年2月25日，駱家輝作为商务部部长提名人与總統歐巴馬和副總統拜登在一起。

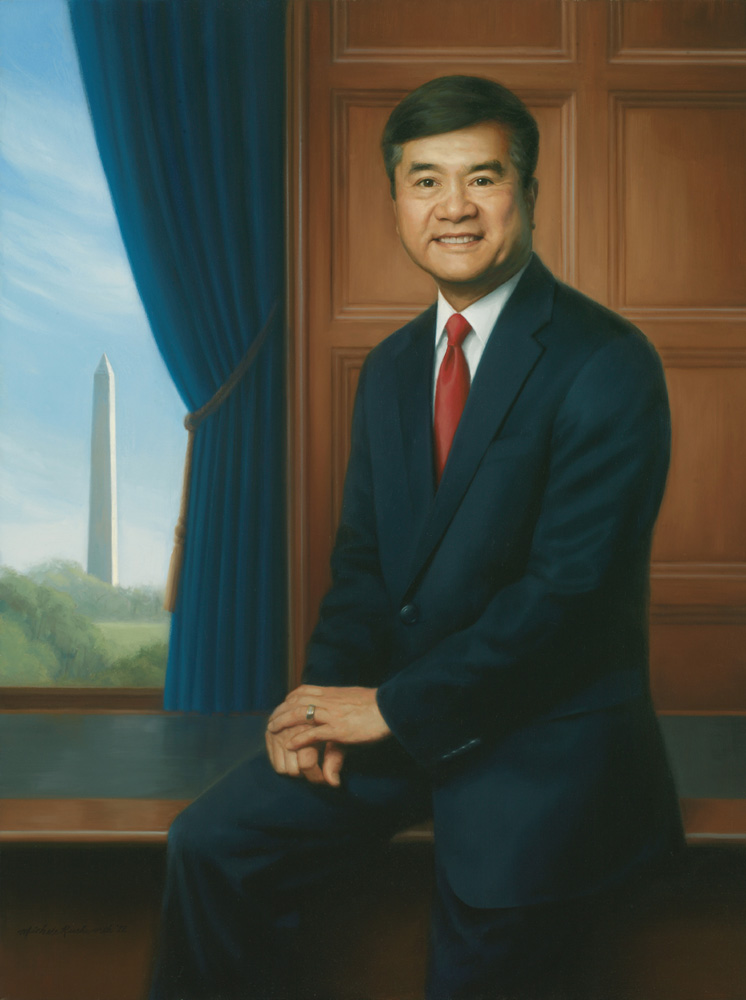
美国商务部长时期的骆家辉画像。

结束8年华盛顿州州长任期后，他加入西雅图的一家国际法律事务所—戴维斯·莱特·特里梅因，为中美两国的企业从事商业法律服务。在2008年美国总统大选民主党党内竞选中，他为希拉里做华盛顿州的竞选工作。
2009年2月25日，美国总统巴拉克·奥巴马正式提名他为新任商务部部长。3月25日，美国参议院投票通过了这项提名，成为奥巴马内阁中第二位华裔部长。5月1日，在美国总统奥巴马和副总统喬·拜登陪同下，骆家辉在美国华盛顿白宫宣誓就职美国第36任商务部长。

### 驻华大使
2011年3月9日，骆家辉被奥巴马提名为新任驻华大使，接替同年4月底离职的第9任大使洪博培。6月23日，美国参议院「外交关系委员会」率先批准提名。7月27日，美国参议院一致通过了骆家辉的任命案。8月1日，駱氏全家抵達美国国务院，於国务卿希拉里的主持下正式宣誓就职，代表美國政府和全體人民「出使中國」。他承诺使華后将致力于深化中美合作，为建立积极、合作及全面的中美关系而努力。
同年8月12日晚，駱氏伉儷輕裝簡從，携家人赴北京履新，引起中國官民不小的震驚，以及傳媒界廣大迴響；8月14日下午，他於「美國駐華大使官邸」首次会见傳媒。剛到中国的骆家辉，一下客机没有随从、保警，也没有鲜花、掌声及豪华排场，駱氏一家親自拎着大包小包個人行李，風塵抵京。
2012年1月中旬，骆家辉公开批评中华人民共和国人权，他称中国政府自2008年北京奥运会以来大力打压异见人士，导致中国人权状况不断恶化；中国领导人也十分害怕中东和北非爆发的阿拉伯之春。而中華人民共和国外交部发言人刘为民对此提出反驳，稱绝大多数中華人民共和国公民对中国的发展感到满意。不久後他協助異議人士陳光誠前往美國。

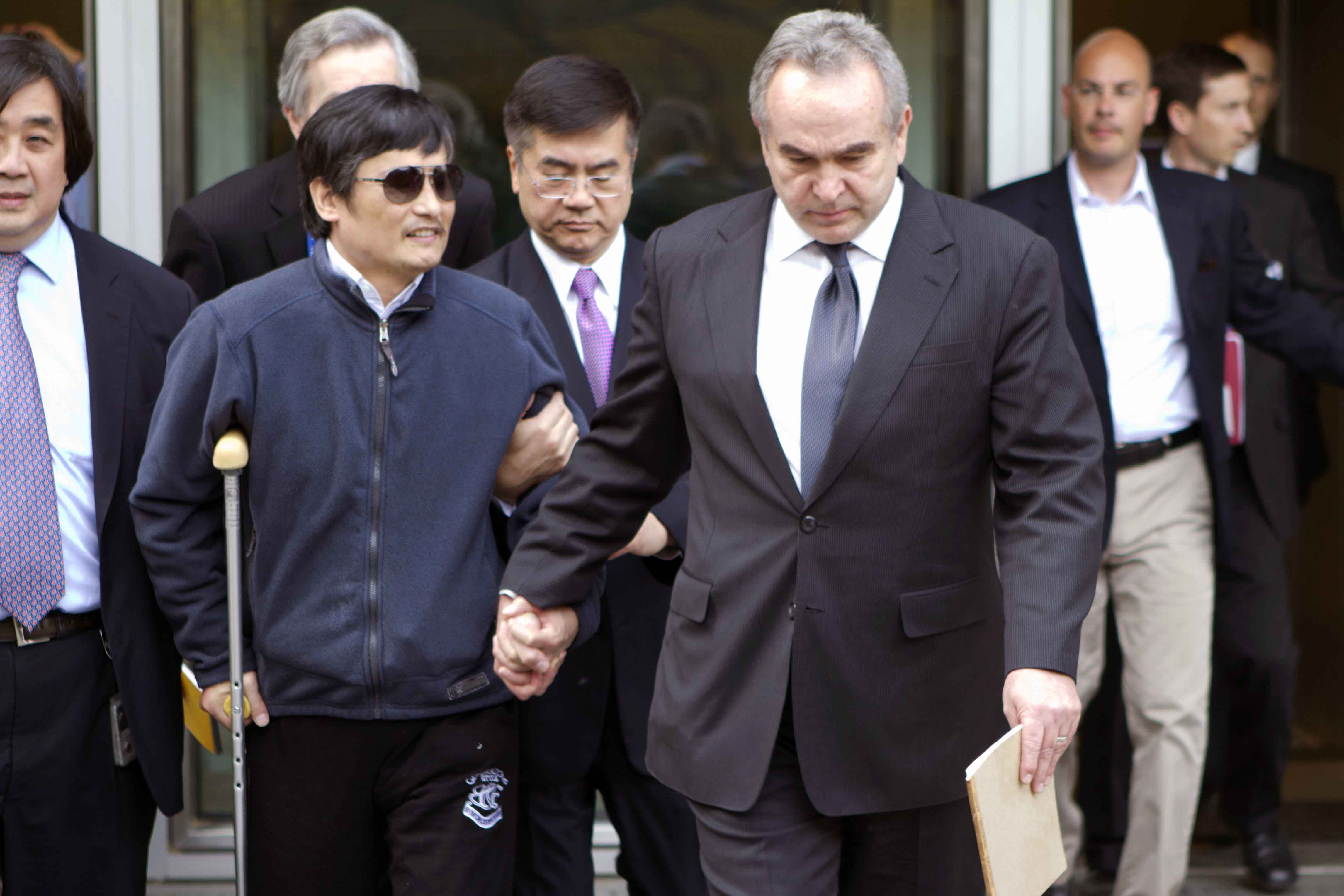
陈光诚（左）、骆家辉（中）和坎贝尔（右）于2012年5月1日在美国驻华大使馆的合影。

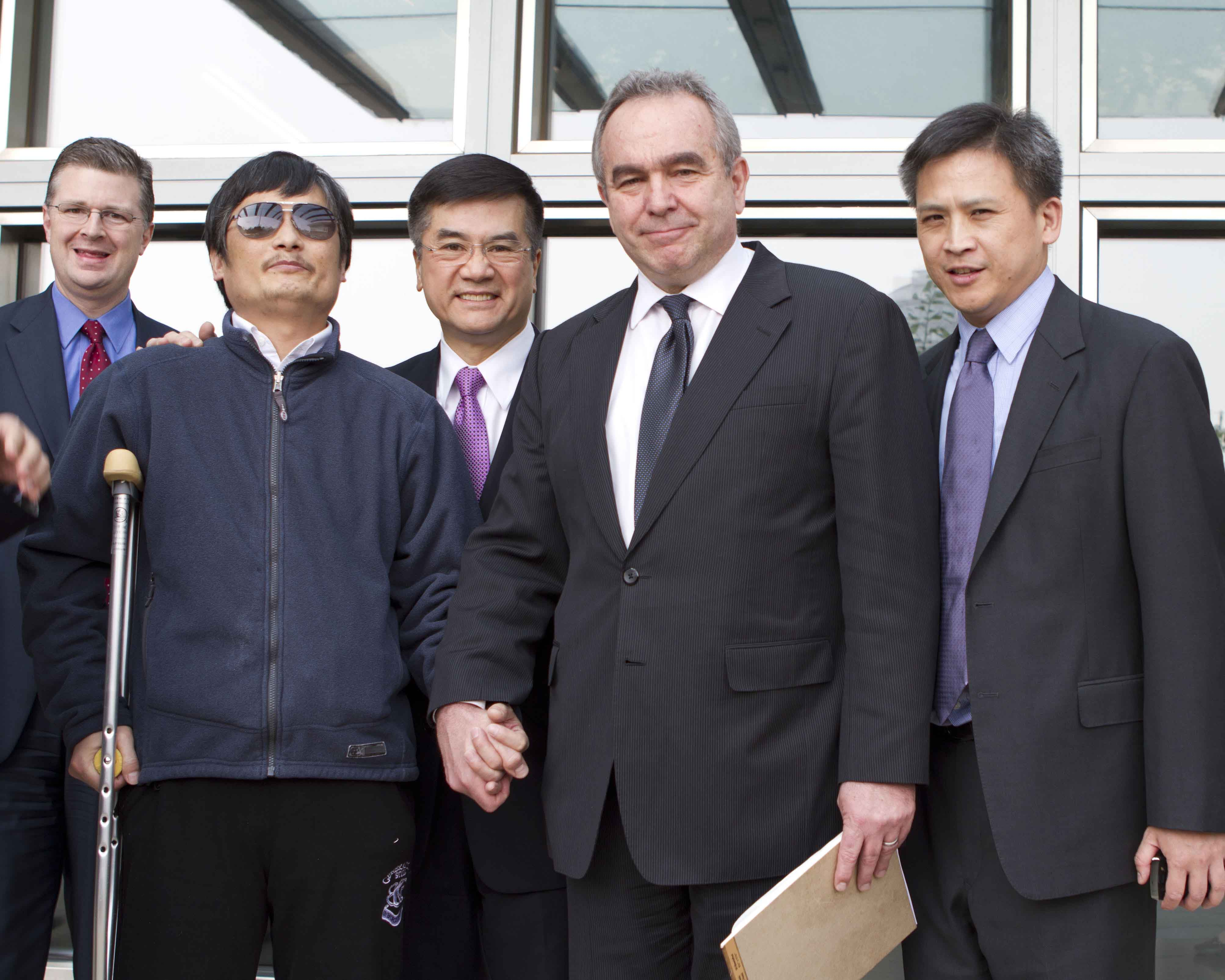
2012年5月，陳光誠在離開美國駐華大使館前，同美國駐華大使駱家輝、美國助理國務卿坎貝爾、副助理國務卿梅健華（右）等合影

2012年5月14日下午，《北京日报》在新浪微博官方帳號转发文章「美国驻华大使骆家辉喝咖啡、坐经济舱是包装成『平民』的作秀行为」时，提出「请骆家辉公布财产」此一不符「國際外交禮節」的要求，此微博瞬时引起中国网民围观和热议，将骆家辉同中国时下最敏感的辩论相联系，即公布大陸党政官员私人财产的问题。惟部分中國大陸傳媒所不知道的是，美国响应性政治中心网站其實可以持續清晰地查阅骆家辉2008年至2010年公職期間的所有财产状况。美国驻华大使馆對此事態度相當坦然，證明骆家辉於美国联邦政府行政部门官员中富裕程度排名第六。他的年薪於擔任美国聯邦商务部长时为191,300美元，现在作为美驻华大使，年薪降为179,700美元。不少网民将此贴转给《北京日报》官方微博，要求该报社长梅宁华公布个人财产。惟《北京日报》并未做出回应，其官方微博要求骆家辉公布财产的帖子也已悄悄删除。
2014年3月1日，美國駐華大使駱家輝結束大使職務，回到美國西雅圖與家人團聚。總體而言駱家輝任內中美關係仍屬友好而平穩，對於2016年川普政府的貿易戰；2020年12月，駱家輝說貿易戰以來依賴貿易的華盛頓州出口額從貿易戰前的水平下降了65％，失去了10萬個與貨運相關的就業崗位；從俄勒岡到華盛頓的港口進出口下降了60％；波音公司從2018年到2020年三年間未向中國大陸出售過一架飛機，更別說新鮮櫻桃空運中國大陸已經基本停止。他認為貿易戰是錯誤的處理方式，但也強調美國各州應該團結與中國達成平衡和公正的貿易規則。